# Batzberg
Der Batzberg ist ein Berg im Zürcher Oberland, auf dem Gemeindegebiet von Rüti ZH und Wald ZH. Zu Rüti gehören die nördlichen und westlichen Ausläufer, zu Wald die östlichen und südlichen Ausläufer.
Abgegrenzt wird der Batzberg im Norden durch die Jona, im Süden, jenseits der Kantonsgrenze zu Eschenbach SG, durch den Lattenbach. Der Batzberg entstand vor etwa 24'000 Jahren durch den Rückgang des Rheingletschers. Der Verlauf der Moränen ist von Osten nach Westen und bildet eine Landschaft aus langgezogenen Hügeln und Bachtälern südlich und westlich der Anhöhe, darunter Plöchleren, Tüfental, Deggleregg, Weierholz und Grossweierriet, Gründ, Dachsegg.
Die Burgstelle Batzberg liegt etwa 400 m nordwestlich des Gipfels, auf 725 m ü. M. Die Burg Batzenberg ist in der Kantonskarte von Jos Murer (1566) mit eigenem Wappen eingetragen. Sie war im 14. Jh. Sitz der Herren von Batzberg, Werner und Dietrich, Söhne eines Eglof von Dürnten. Die Burg bestand allerdings weniger als hundert Jahre lang. Die Ruine wurde nach und nach als Baumaterial abgetragen; die Eintragung als existierende Burg bei Murer ist anachronistisch.
Der Berg ist bewaldet, seine Abhänge und Ausläufer werden landwirtschaftlich genutzt, mit Ausnahme der zerklüfteten Moränenlandschaft in westsüdwestlicher Richtung. Auf dem südöstlichen Ausläufer, südlich des Siedlungskerns von Wald, liegt die Walder Aussenwacht Güntisberg.
Die Niederschlagsmenge beträgt rund 1100 Millimeter pro Jahr. Die wärmsten Monate sind zwischen Juni und August mit 13,2 Sonnenstunden und durchschnittlich 23,1 °C, die kältesten sind im Dezember bis Februar mit durchschnittlich 2,1 °C.